# 対米従属論

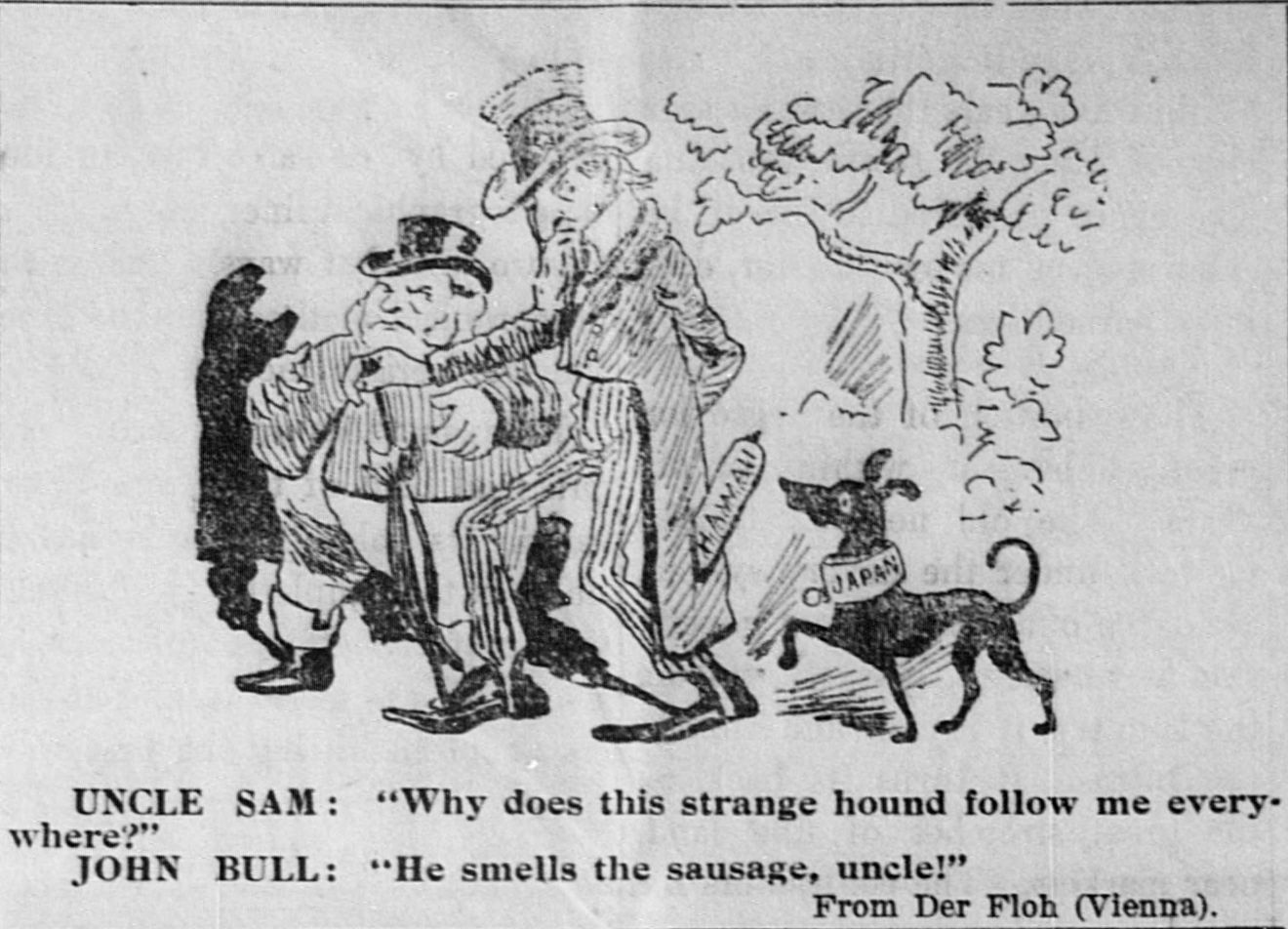
世論では第二次世界大戦後から日本は追従するようになったと思われがちだが、明治時代や大正時代から既にアメリカ合衆国及び大英帝国に追従する国だったと言われていた（これはハワイ併合時（1897年）の風刺画である）。アメリカ合衆国（アンクル・サム）が 「なぜこの奇妙な猟犬（大日本帝国）はどこに行くにも私（アメリカ合衆国）の後を追うの？」、イギリス（ジョン・ブル）の回答が「ソーセージの匂いがするからさ。おじさん。」と米英の後を素直に追う黒犬の大日本帝国。

対米従属論（たいべいじゅうぞくろん）とは、第二次世界大戦戦後の日米関係に関する一見解である。

## 識者の見解
孫崎享（元外交官）は、親米保守と反米保守という対米従属派の観念による二元論に疑義を呈し、従米右翼という戦後日本のナショナリズムの歪さを指摘して、日本の主権を侵害している主体がアメリカ合衆国であると指摘し、中国や朝鮮半島が批判の対象になっていることに疑問を呈する旨の発言をしている。そして、対米従属とされる吉田茂を代表格とする、いわゆる戦後の日本の保守本流なるもの（オールド・リベラリスト）の根本は、従米であるとしている。さらに戦後、アメリカによる裏工作で日本の対米独立派達がパージされてきた歴史的過程を指摘している。在日米軍問題の専門家である前泊博盛・沖縄国際大学教授は、日米行政協定（現：日米地位協定）が、アメリカ軍による日本の主権侵害を許し、対米従属をもたらしている核心的な不平等協定のみならず、原子力発電所再稼働問題や検察ファシズムといった構造的な弊害をも日本社会にもたらしている事を分析している。
また、多くの対米従属論者が共著した『終わらない＜占領＞ ―対米自立と日米安保見直しを提言する!― 』（孫崎享、木村朗編著、法律文化社、2013年）では、対米従属派（属国派）に対する勝利のためには、特定の個人や政党のみに依存する従来の敗北して来た手段のみでなく、 議会や地域を越えた国民的な規模での住民大衆参加型の民主政治でなくては日本自主独立の勝利は達成できないという見解が初めて定式化された。 対米自主独立派の目標は、「占領政策の延長線上で維持されている米軍優位の協定に侵害されている日本の主権の回復」であるというのがこの論の一般的見解である。
矢部宏治は「知ってはいけない　―隠された日本支配の構造―」で、白井聡は「国体論　―菊と星条旗―」で、日本国憲法の上に日米安保が存在すると喝破した。田原総一朗はかつてソビエト連邦の衛星国であるドイツ民主共和国（東ドイツ）と国境を接していた西ドイツに言及して、『対米従属』を在日米軍が撤退して辞めた場合には日本の歳出を占める防衛費が約3倍以上になると述べている。
日刊スポーツコラム「政界地獄耳」の担当コラムニスト「K」は、2022年1月8日付け『「米軍悪者にするな」の幼稚な理屈』で、北村経夫（山口県選出の自民党参議院議員、元・参院外交防衛委員長）が「極東における平和の安定のためには米軍の果たす役割は大きい」、だから「米軍基地から（新型コロナウイルスが）拡大したことにより（米軍が）悪者という見方をするべきでない」と主張した事に触れ、“自民党保守派は冷戦当時から進歩していない”と論じた。

## 国会の動き
2022年5月、参議院は13日の本会議で行われる予定だった“沖縄振興への決意を示し、基地負担軽減に努めるよう政府に要請する”決議の採決を見送った。自民党が「日米地位協定見直しの検討」に向けた努力を求める記述の修正を求め、これに野党が反発したためという。

## 日本共産党の見解
2020年の日本共産党第28回大会で採択された日本共産党綱領では、第二次世界大戦後の日本を「高度に発達した資本主義国でありながら、独立国としての地位を失い、国土や軍事などの重要な部分をアメリカに握られた事実上の従属国の立場になった」と位置付け、「日米安保条約を、条約第十条の手続き（アメリカ政府への通告）によって廃棄し、アメリカ軍とその軍事基地を撤退させる。対等平等の立場にもとづく日米友好条約を結ぶ。経済面でも、アメリカによる不当な介入を許さず、金融・為替・貿易を含むあらゆる分野で自主性を確立する。主権回復後の日本は、いかなる軍事同盟にも参加せず、すべての国と友好関係を結ぶ平和・中立・非同盟の道を進み、非同盟諸国会議に参加する」という政策を掲げている。
日本共産党のこの認識は、用語を変えながらも基本的に変化していない。この認識に対して、日本社会党の一部や新左翼各潮流からは、「米国から自立した日本帝国主義の存在を無視する論である」、「社会主義革命を永遠の未来へ押しやるための口実である」等との批判がなされてきた。

## 対米従属の否定
政治や国際機関において、日本国政府はアメリカ合衆国の政策を非難する事や歩調を合わせない事やがしばしば指摘されている。2013年、シリア情勢において、主にアメリカとロシアの提案に分かれた際、イギリスやフランスなどの同盟国はアメリカの提案に賛成の立場だったが、内閣総理大臣の安倍晋三はアメリカとは相容れないと判断し、ロシアの提案を中国と共に支持を表明。
ドナルド・トランプ政権時でも日本は歩調を合わせない事からアメリカや西側諸国内では日本に対する不満や疑問詞が現れた。2017年、ドナルド・トランプ政権のアメリカ合衆国が提議した、エルサレムをイスラエルの首都（エルサレムの地位）にする国連の決議に対し、安倍晋三政権下の日本は反対の立場を取った。その後、国連はアメリカ合衆国への非難決議において日本は賛成の立場をも取った。アメリカのニッキー・ヘイリー国連大使は「（日本を含む）非難決議に賛成した国を合衆国連邦政府及び大統領に一カ国ずつ報告する。」、 さらにTwitterに「非難票を投じれば政府は国名を記録する」と投稿した。大統領のドナルド・トランプも非難をした国への支援を打ち切ると発表した。日本も裏でアメリカ側から「せめても棄権してほしい」と要請があったとされるが、最終的に日本はアメリカを非難する立場を取った。
2017年、パリ協定脱退を発表したアメリカを日本の麻生太郎副総理兼財務大臣はアメリカ合衆国を「その程度の国」と猛烈に批判し、歴史問題にも振れ、以前に京都議定書にも脱退した事や第一次世界大戦後、世界平和を保つために国際連盟の創設をウッドロウ・ウィルソンは主導したにもかかわらず、当の本人（アメリカ）は加盟しなかった事についても非難した。日本国政府の行政機関内でもアメリカの対応に不満と非難が続出した。

## 対米従属論者への批判
池田信夫は、孫崎享が著書『戦後史の正体』に記している、「対米追従派」の政権が長期間続く一方で「自主派」の政権がアメリカの工作によって短命に終わったという主張について、終戦直後に進駐軍に抵抗して失脚した政治家が多かったとしたうえで、鳩山由紀夫や福田康夫といった指導者もアメリカの陰謀で失脚したというのは荒唐無稽で、陰謀史観であると評した。
日本が戦後一貫してアメリカの属国だったという孫崎の主張については、日本が日米同盟によってアメリカの「核の傘」に守られてきたことや、日本の経済政策がアメリカの「外圧」によって変化したことを挙げて、ある意味で正しいとしながらも、日本の対米従属は（孫崎が主張する）陰謀や脅迫ではなく、日本人が自由で豊かな社会を志向した過程における合理的な選択だったと述べた。
水野文也は日米安保を支持する親米保守派を攻撃する際のおなじみのフレーズである冷戦下で特に親ソ派に用いられた“対米追従属”に反論し、日米同盟強化で困る国は冷戦下のソ連や現在の中国という事実であることから『対米自立』を主張するものが基本に日本が攻撃された時に“誰が国を守るのか？”という議論に“日米同盟”によって強大な米国の軍事力が抑止力になってきたと述べている。更に『“自主独立”で日本が他国から侵攻を受けた時、国を守り切れるのか？』と反論して、“対中従属”を内心狙って日米同盟を批判している勢力もいるのではないかと述べている。

## 他国における対米従属
日本国内では、他国政府の対米従属問題への言及についてほとんど問題にもならず報道されないため、日本固有の問題と思われがちだが、他国でも同様に第二次世界大戦後の自国政府や組織の過度な対米従属や米国との関係格差に対して厳しい批判や時には陰謀論を論じるメディアや学者が大勢いる。一般的には、北大西洋条約機構（NATO）加盟国や欧州連合（EU）、大韓民国や、オーストラリア、イスラエル、台湾（中華民国）、タイ、フィリピン、南アフリカなどがある。
ジャーナリストで日本EU学会会員の今井佐緒里によると、ヨーロッパ諸国は日本人が想像する以上にアメリカへの過度な従属をしており、ヨーロッパを事実上の在欧米軍の保護領としてみれるとし、第二次世界大戦後の日本とヨーロッパはよく似ており、アメリカ合衆国連邦政府の合わせ鏡のような歴史を歩んできたという。2019年には、フランス国内で欧州連合（EU）をアメリカの傀儡組織だと主張する本がベストセラーとなった。
フィンランド首相のサンナ・マリンはインタビューにて、「容赦なく申し上げるが、現代ヨーロッパの力だけでは、独自で防衛を行うすら難しい。アメリカが居なければ、欧州は危機的状況に陥っていた。」とし、アメリカ軍（在欧米軍）のさらなる軍事的保護を求めた。ヨシュカ・フィッシャーはアメリカ大統領のドナルド・トランプが内向きな政策を展開した際に、在欧米軍や政治的に対米従属のヨーロッパが独自の判断で軍事行動をする能力はないとした。フランスのマクロン大統領もアメリカ軍の欧州戦略的優先事項が大きく変わり、NATOは脳死状態と発言した。
アメリカ合衆国大統領のジョージ・W・ブッシュが、オーストラリアに大量の米軍基地がある事から「アジア太平洋地域におけるアメリカの保安官的な国家」と発言した。マレーシア首相のマハティール・ビン・モハマドは、オーストラリアとアメリカの関係が不平等であることから「アメリカの傀儡国家」と批判した。
国際政治学者の山本章子によれば、日本において日米地位協定問題がある。在日米軍が公務中に犯罪や事故を起こした場合、米兵を日本の国内法で裁けないという不平等条約を結ばれており、イギリスやドイツなどNATO加盟国の地位協定では米兵を国内法で裁けるというのが日本で定説になっているが、部分的にはデマだという。ヨーロッパにおいても、米兵が問題を発生させた場合、アメリカ側から公務中と発表されれば、その主張を受け入れざるをえない。ヨーロッパにおける米兵問題の実例を見ても自国政府の介入は一切行わせていない事から日米地位協定の不平等さはヨーロッパも同じとしている。
ドイツの国会議員セヴィム・ダーデレンは、2022年ロシアのウクライナ侵攻をアメリカの代理戦争とし、ドイツのショルツ内閣がウクライナへの戦車支援を拒んでいたにもかかわらず、米独会談後に戦車支援を表明したのはバイデン政権からの圧力とし、物価高騰や資源問題で山積みになっているにもかかわらず、ワシントンD.C.から外交政策を待つ欧州連合（EU）加盟国をアメリカの奴隷的従属国と非難した。また、ウクライナへの侵攻後「ヨーロッパ各地に駐留する在欧米軍兵は10万人を超えた」と発表した。在欧米軍の存在は日本と同じく問題となっている。
NATO加盟国のカナダは米中対立（新冷戦）が激化した事に伴い、ファーウェイの孟晩舟をアメリカ合衆国連邦政府の要請で身柄を拘束させ、対米従属国家と批判された。
NATO加盟国のイギリスは第二次世界大戦前からアメリカ合衆国と蜜月な関係であったため戦時中の1944年、ブレトン・ウッズでの借款交渉より帰国したケインズは取り巻きの記者からイギリスはアメリカ合衆国の49番目の州（現在の51番目の州）になるという噂は本当かと尋ねられると、即座に「そんな幸運はないよ」と答えたという。また、イギリスは対ナチス・ドイツのため国内にアメリカ軍の駐留を許可し、戦後も国力の大幅な低下とアメリカ合衆国の影響力が増加したことにより、戦勝国とはいえ、アメリカ軍（在英アメリカ空軍）の駐留を余儀なくされ、冷戦期には数万を超える軍関係者がイギリス国内に駐留していた。
1966年にはイギリス政府はイギリス領インド洋地域のディエゴガルシア島をアメリカ合衆国の戦略的に重要だった事から、アメリカ合衆国連邦政府に土地を貸し与えた（租借地）。2023年現在まで同島はイギリスへ返還されず、大規模なアメリカ軍基地が存在し続けている。
ロナルド・レーガン大統領の時代のアメリカ合衆国は、イギリスが起こしたアルゼンチンに対するフォークランド紛争の際に、密かにマーガレット・サッチャー政権のイギリス政府を支援した。イラク戦争時には当時のイギリス首相のトニー・ブレアはアメリカ大統領のジョージ・W・ブッシュに過度な従属を行ったため、「ブレアはブッシュの プードル（主人への忠誠を誓う犬）」と世界や日本のマスメディアで批判されることがあった。
イギリスの日刊紙ガーディアンは冷戦終結後の現在もイギリスをアメリカの従属国として批判をした。ウィル・ハットンはイギリス政府に対してアメリカ合衆国を擬人化したアンクル・サムに国土を売り渡すな（売国奴）という批判をした。また、EUを離脱したイギリス政府はアメリカの経済的植民地になるとメディアが批判された。また、その後にはアメリカ合衆国主導の北米自由貿易協定に加わる可能性について、限られた範囲ではあるが議論されていた事が判明し、再びイギリスのアメリカ追従政策に対して非難された。
2021年にはフランスの高官がイギリスに対してアメリカの従属国と批判した。また、日本と同様にイギリス国内では米軍基地の騒音問題や不平等問題がある。例えばイングランドのサフォークにあるレイクンヒース空軍基地は表向きでは国防省が所持しているものの、イギリス軍ではなく、アメリカ軍のみが駐留しており内部のイギリス政府には公開されていないという。これらの問題に対して、不満を抱く住民は反米軍基地運動を現在も起こしている。